# المصلى (يريم)

تعديل مصدري - تعديل

المصلى هي إحدى حارات حي يريم بمدينة يريم أحد مدن محافظة إب، بلغ تعداد سكانها 1541 نسمة حسب تعداد اليمن لعام 2004.